# Anne Van Loo
 (décembre 2020).
Anne Van Loo est née à Ixelles en 1951. Architecte et urbaniste, elle s'investit dans la défense des formes de la ville et de l'héritage urbain bruxellois par l'étude du parcellaire et du bâti existant comme éléments constitutifs de la ville durable et de la culture européenne. Son intérêt particulier pour le Mouvement Moderne et sa génèse la conduit à centrer ses recherches sur les écrits, réalisations et projets de l'architecte Henry van de Velde auquel elle consacre plusieurs publications.  

## Biographie

### Études
Anne Van Loo est diplômée architecte (1975) et urbaniste (1979) de l'École Nationale d'Architecture et des Arts Visuels de la Cambre. Elle se voit décerner le premier doctorat en architecture en Belgique (ULB, 1995).

### Carrière
Assistante et chargée de cours en architecture à La Cambre de 1975 à 1979, elle s'engage parallèlement dans l'association Archives d'architecture moderne avec laquelle elle collabore jusque 1992. Elle y rassemble des fonds d'architectes et sur base des dépouillements dont elle organise l'inventaire, elle contribue à la réévaluation de la production architecturale du Mouvement Moderne. Elle travaille à la conception et la mise sur pied d'un musée d'architecture qu'elle dirige de 1986 à 1992, dont les collections sont aujourd'hui intégrées au CIVA. De 1999 à 2003, elle assure la direction éditoriale du Dictionnaire de l'architecture en Belgique, qu'elle introduit en situant la contribution de la Belgique dans le contexte international.
Dans la foulée, elle étudie la création de la ville nouvelle d'Héliopolis (1905) par l'industriel belge Edouard Empain, près du Caire, une construction identifiée comme la première application de construction normalisée et à grande échelle en béton armé (système Hennebique). À la demande du Ministère des Affaires Etrangères, elle élabore ensuite avec l'architecte Guido Stegen un projet de restauration et de réaffectation du Palais du Baron Empain (2009-2010), qui anticipe le sauvetage de celui-ci.   
À partir de 1990, Anne Van Loo entreprend l'édition, en trois volumes, des mémoires d'Henry van de Velde dans leur langue originale, le français, un travail qui l'occupe plusieurs dizaines d'années. Comme membre fondatrice de l'association Fonds Henry van de Velde a Bruxelles (2004), abritée au sein de l'école de La Cambre (école), elle s'investit dans la préservation, la restauration et l'étude des archives graphiques de l'artiste. Ses recherches permettent d'éclairer les moments importants de son parcours, comme la conception de sa maison personnelle, le Bloemenwerf, ainsi que les évènements de sa carrière à Weimar qui aboutissent à la création du Deutscher Werkbund en 1907 et à celle du Bauhaus de Weimar en 1919. 
De 1989 à 2016, Anne Van Loo est membre puis secrétaire permanente de la Commission Royale des Monuments et Sites de la région bruxelloise, dont Victor-Gaston Martiny est le premier président. Elle oriente les réflexions de cette assemblée vers la préservation de la structure et du paysage urbain, qui donne au patrimoine une nouvelle dimension. Anne Van Loo est, entre autres, autrice d'articles et de livres sur l'histoire de l'architecture et sur le patrimoine.